# Regius Professor of Chemistry (Glasgow)

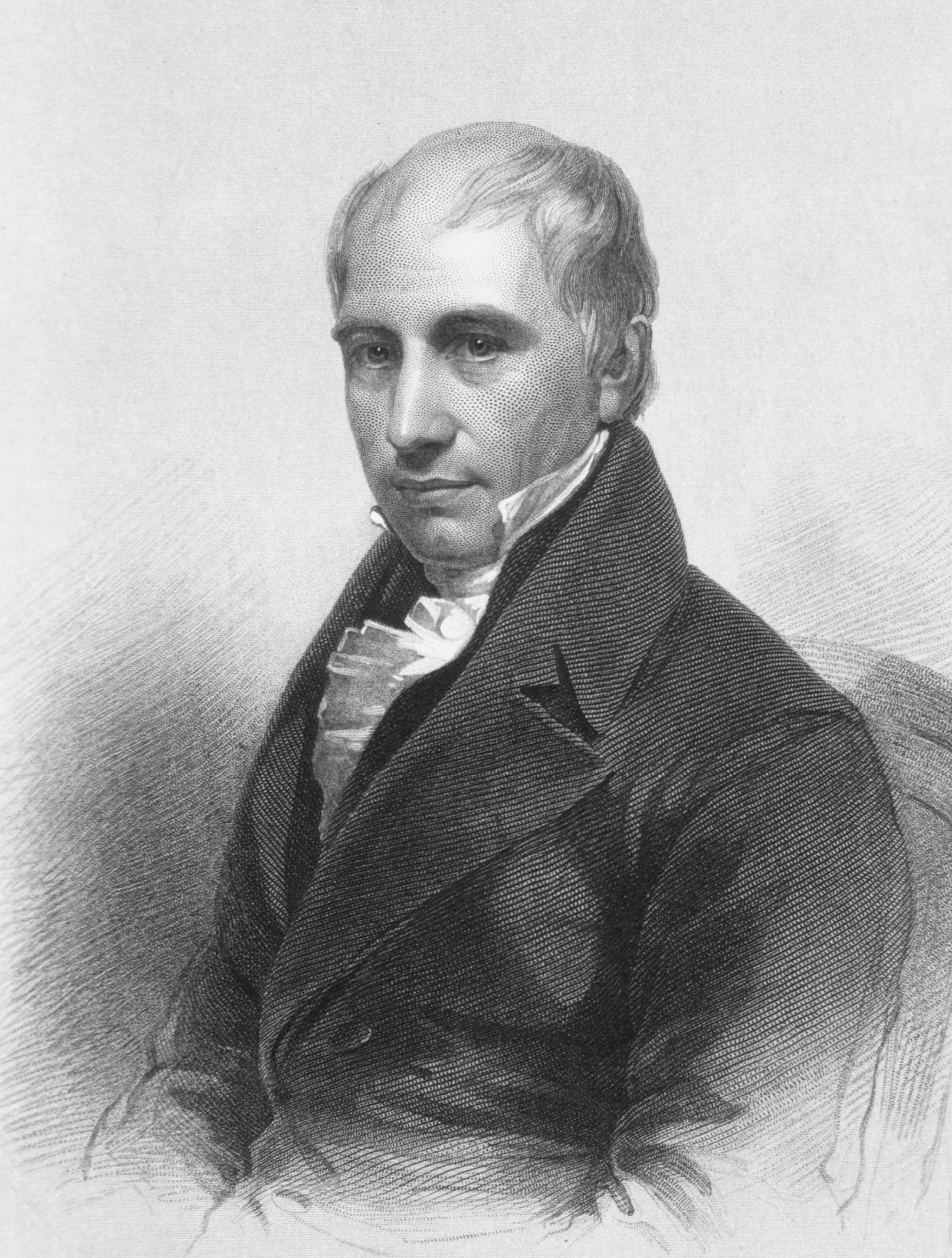
Thomas Thomson - Erster Regius Professor of Chemistry in Glasgow

Der Regius Professor of Chemistry ist eine 1817 durch George III. an der University of Glasgow gestiftete Regius Professur. Die Stiftung basierte auf einem 1747 eingeführten Lehrstuhl für Chemie.
Neben dieser Professur gibt es durch Stiftung von Elisabeth II. seit 2016 eine Regius Professorship of Chemistry an der University of Liverpool, sowie den Regius Professor of Chemistry an der University of Cardiff.

## Regius Professors of Chemistry
Der erste Professor war 1818 der schottische Mineraloge und Chemiker Thomas Thomson, nach dem das Mineral Thomsonit benannt wurde. Ihm folgte der Entdecker des Pyridins, der Chemiker und Mediziner Thomas Anderson, der seinen Kollegen Joseph Lister, selbst Regius Professor of Surgery, bei seiner Arbeit zur Antisepsis beriet. Später hatte auch der Nobelpreisträger Derek Barton die Professur inne.
Seit 2013 lehrt, nach einer dreijährigen Phase, in der der Lehrstuhl nicht besetzt war, der 12. Regius Professor Leroy (Lee) Cronin.

## Liste der Professoren
| Name                        | Lebens- Daten; Namenszusatz              | von           | bis           | Anmerkung |
| --------------------------- | ---------------------------------------- | ------------- | ------------- | --- |
| Thomas Thomson              | M.D., F.R.S., L.&E.                      | 1818          | 1852          | Thomson ist hauptsächlich für sein Werk A System of Chemistry bekannt, welches die britische Chemie für 30 Jahre dominierte. Ab 1846 lehrte Thomsons Neffe Robert Dundas Thomson in Thomsons Namen. |
| Thomas Anderson Jr.         | M.D.                                     | 1852          | 2. Nov. 1874  | Anderson bereiste nach seinem Studium Europa und kehrte als geübter Chemiker an seine Alma Mater in Edinburgh zurück. Nach Lehrtätigkeit an der University of Edinburgh übernahm er die Regius Professur. |
| John Ferguson               |                                          | 1874          | 1915          | Ferguson wurde besonders durch seine wissenschaftshistorische Katalogisierung von alchemistischer Literatur bekannt. Seine umfangreiche Sammlung ist bis heute Teil der Bibliothek der University of Glasgow. |
| George Henderson            | Esq., M.A., D.Sc., LL.D., F.R.S., F.I.C. | 1919          | 30. Sep. 1937 | Henderson wurde in Glasgow geboren und ausgebildet. Als Lehrer und als Forscher hatte er einen wesentlichen Einfluss auf das Fach in Glasgow. |
| George Barger               | Esq., M.A., D.Sc., F.R.S.                | 1937          | 1939          | Bis zu seiner Ernennung hatte Barger hatte als Professor für Pharmazeutik und Chemie an der University of Edinburgh gelehrt. |
| James Wilfred Cook          | Esq., D.Sc., Ph.D., F.I.C.               | 1939          | 31. Aug. 1954 | Cook übernahm die Professur nach dem Tod Bargers. Zuvor hatte er an der University of London gelehrt. |
| Derek Harold Richard Barton | D.Sc., F.R.I.C., F.R.S.                  | 11. Jan. 1955 | 30. Sep. 1957 | |
| Ralph Alexander Raphael     | Esq., Ph.D., D.Sc., F.R.I.C.             | 30. Sep. 1957 | 31. Mai 1972  | |
| Gordon William Kirby        | Esq., M.A., Ph.D., Sc.D., F.R.I.C.       | 31. Mai 1972  | 1997          | Kirby hatte an der University of Cambridge studiert und lehrte schon einige Jahre an der Loughborough University, bevor er die Professur in Glasgow übernahm. |
| Philip Kocienski            |                                          | 14. Feb. 1997 | 2000          | Der US-Amerikaner Kocienski hatte nach Ausbildung in den USA mit George Büchi am Massachusetts Institute of Technology Forschungen begonnen, die ihn zu Basil Lythgoe an der Leeds University in Großbritannien führten. Er entwickelte eine Variante der Julia-Olefinierung, die als Julia-Kocienski-Olefinierung bekannt wurde und stand in dem Ruf, einer der besten organischen Chemiker seiner Zeit zu sein. Er verließ die Professur, um die Leitung der chemischen Fakultät in Leeds zu übernehmen.                                                                     |
| nicht besetzt               |                                          | 2000          | 2003          | |
| Charles Wilson              | Ph.D, D.Sc., F.Inst.P., F.R.S.C.         | 2003          | 30. Sep. 2010 | Wilson schloss in physikalischer Chemie in Glasgow ab und erlangte sein Ph.D. in Physik an der University of Dundee. Nach jahrelanger Arbeit mit Spallations-Neutronenquellen wurde er 2003 zum Regius Professor berufen. Er versuchte seine Rolle in der Neutronenforschung beizubehalten, gab diese aber 2004/2005 auf. 2004 erlangte er auch einen D.Sc. in Chemie der Universität Glasgow. 2009 bis 2010 leitete Wilson die Chemie-Fachschaft der Universität. 2010 verließ er Glasgow, um die Professur für physikalische Chemie an der University of Bath zu übernehmen. |
| nicht besetzt               |                                          | 30. Sep. 2010 | 20. Mai 2013  | |
| Leroy (Lee) Cronin          | Ph.D., F.R.S.E.                          | 21. Mai 2013  | heute         | Cronin hatte nach seinem Abschluss an der University of York Fellowschaften an der University of Edinburgh und der Universität Bielefeld seine Lehrtätigkeit an der Birmingham University aufgenommen und war nach Glasgow gewechselt. |